# 영안군 (중국)
영안군(永安郡)은 수나라에서 설치한 중국의 옛 군이다.

## 연혁
북제 때 형주(衡州)를 설치하였다. 남진에서 폐했다가 북주가 다시 설치했다. 수나라로 들어와 일대의 주군을 통폐합하고 585년(개황 5년) 황주(黃州)로 개명한 것을 대업 초에 영안군으로 고쳤다. 당나라 때 다시 군제를 폐지하면서 황주로 돌아갔다.

## 소속 현
4현 28,398호를 관할하였다. 지금의 후베이성 황강시 서북부, 우한시 동북부 일대이다.
| 현명       | 대략적 위치                      | 비고 |
| ---------- | -------------------------------- | --- |
| 황강(黃岡) | 황강시 퇀펑 현, 우한시 신저우 구 | 남제에서는 제안군(齊安郡) 소속의 남안현(南安縣)이라 불렀다. 북제 때 파주(巴州), 북주 때는 익주(弋州)에 속하였다. 598년 황강으로 개명하였다.                                                    |
| 황피(黃陂) | 우한시 황피 구 남                | 북제 때는 남사주(南司州)와 산주(滻州)에 속하였다. 남사주는 북주에서 황주라 개명하였고 산주는 남진이 폐했다.                                                                                    |
| 목란(木蘭) | 우한시 황피 구 북                | 양나라에서는 양안군(梁安郡) 소속의 양안현(梁安縣)이라 불렀다. 598년 목란으로 개명하였다. |
| 마성(麻城) | 황강시 마청 시                   | 양나라 때 신안현(信安縣)과 북서양현(北西陽縣)을 두었다가 남진에서 북서양현은 없앴다. 원래 정주(定州)에 속했는데 북주는 정주(亭州)라 고쳐 불렀다. 598년 마성으로 개명하였다. 음산(陰山)이 있다. |

## 참고 문헌
- 《수서》31권 지 제26 지리下 형주 영안군